# Agrela (Santo Tirso)
Agrela ist eine Gemeinde im Norden Portugals.
Agrela gehört zum Kreis Santo Tirso im Distrikt Porto, besitzt eine Fläche von 7,0 km² und hat 1486 Einwohner (Stand 19. April 2021).